# سالاپی
سالاپی (به لاتین: Salapy) یک منطقه مسکونی در جمهوری آذربایجان است که در شهرستان سیاه‌زن واقع شده‌است.